# WWF Betrayal
WWF Betrayal è un videogioco di tipo picchiaduro a scorrimento sul Wrestling professionistico, uscito nel 2001 su Game Boy Color, pubblicato da THQ.

## Trama
Il gioco è basato su una storyline della WWF del 1999, dove Stephanie McMahon venne rapita e suo padre Vince McMahon mise in palio una title shot per il WWF Championship per chiunque l'avesse salvata. Il giocatore deve allora aprirsi la strada attraverso uno stile di combattimento a scorrimento per salvare Stephanie.

## Modalità di gioco
Il giocatore può scegliere il proprio lottatore da una lista di quattro lottatori: Steve Austin, The Rock, Triple H e The Undertaker. Ogni lottatore ha un set di mosse limitato composto da pugni, calci e la propria mossa finale.